# Harrow & Wealdstone (métro de Londres)
Harrow & Wealdstone est une station d'échanges, incluant : une station, terminus nord de la Bakerloo line, en zone 2, du métro de Londres et une station du réseau London Overground (trains de banlieue). Elle est située sur la High Street, à Wealdstone dans le borough londonien de Brent.

## Histoire
La station Harrow & Wealdstone est mise en service en 1837 sur la ligne principale entre Londres et Birmingham, qui devint le West Coast Main Line plus tard. Elle devient une station de la Bakerloo line en 1913.
Le 8 octobre 1952, la Harrow & Wealdstone est le lieu de l'accident ferroviaire en Grande-Bretagne le plus grave (hors période de guerre) quand un train express de Perth entra en collision à toute vitesse avec l'arrière d'un train local qui s'était arrêté à la gare ; quelques moments plus tard, un autre train express, allant à toute vitesse dans la direction opposée, entra en collision avec la locomotive du train de Perth. Le bilan est de 112 morts et 88 blessés graves. Le lendemain, deux des lignes furent rouvertes, mais plusieurs jours supplémentaires furent nécessaires avant la réouverture totale du trafic.

## À proximité
- Wealdstone